# Латышев, Николай Гаврилович
Никола́й Гаври́лович Ла́тышев (22 ноября 1913, Москва — 18 февраля 1999, Москва) — советский футбольный судья. Арбитр финала чемпионата мира 1962 года.

## Биография
По окончании техникума пришёл на Московский электрозавод, где была футбольная секция. В это время из спорткомитета в секцию поступило указание — отправить 1 человека на семинар по подготовке арбитров для обслуживания матчей чемпионата Москвы. На этот семинар и был отправлен Латышев, после которого и приступил к судейству.
Выступал на позиции защитника за клубные команды «Электрозавода», «Сталинца», московского «Динамо» — 1932—1942. В 1942 году играл за основанный в Куйбышеве клуб «Крылья Советов», участвовал в первом выездном матче команды.
В 1939 был привлечён в качестве бокового судьи к матчам союзного чемпионата, а в 1940 дебютировал как главный судья в матче «Динамо» (Ленинград) — «Локомотив» (Тбилиси) (2:1).
Арбитр ФИФА (ему первому из советских судей присвоено это звание — 1952), судья всесоюзной категории (12.05.1941). Как арбитр в поле в высшей лиге с 1940 по 1963 провёл 203 матча. Восемь раз судил финалы Кубка СССР (1947, 1948, 1950, 1951 (аннулирован), 1952, 1954, 1955, 1957 — рекорд среди арбитров). Один раз был боковым арбитром на финале Кубка СССР (1953).
11 раз входил в Списки лучших футбольных судей СССР.
Судил матчи ОИ-52 (Венгрия — Румыния), ОИ-56 (Великобритания — Таиланд, Югославия — Индия, Болгария — Индия), ЧМ-58 (Швеция — Мексика, Уэльс — Венгрия), ЧМ-62 (Италия — Швейцария, Англия — Аргентина, Венгрия — Чехословакия, финал Бразилия — Чехословакия, за что был награждён «Золотым свистком ФИФА»).
Член судейского комитета ФИФА — 1962—1984 (с перерывом), награждён орденом ФИФА «За заслуги» (1987). Председатель Всесоюзной коллегии судей — 1949—1973, 1979—1983.
Преподавал в Московском станкоинструментальном институте (1947—1987), кандидат технических наук (1954), был доцентом кафедры «Технология машиностроения».
Умер 18 февраля 1999 года. Похоронен в Москве на Ваганьковском кладбище, участок № 1.

## Оценки современников
Уже сам его выход на поле с мячом в руках располагал к нему зрителей, вселял доверие. Он не бодрился нарочито, изображая физкультурно-парадную походочку, и не скромничал, желая показать себя тем самым «незаметным», как учат судейские методики. Он шёл с прямой спиной, высоко подняв голову, человек, знающий себе цену, как бы заранее видом своим заявляющий, что провести его не удастся, все штучки и подвохи ему известны. Так идет читать лекцию опытный преподаватель, не позволяющий ни единой потачки смешливым, хитроглазым студентам. И его встречают тишиной и уважением…

Футбольный журналист Лев Филатов

## Награды
- орден Трудового Красного Знамени (27.04.1957) — «за успехи, достигнутые в деле развития массового физкультурного движения в стране, повышения мастерства советских спортсменов, и успешное выступление на международных соревнованиях»
- орден ФИФА «За заслуги» (1987)
- орден Почёта (04.09.1997)[3]

## Факты из жизни
- Латышев — единственный в мире судья, удаливший с поля Льва Яшина (финал Кубка СССР 1955). Основанием к удалению послужил момент, когда выбежавший из ворот Яшин в игровом столкновении нанёс удар в живот армейцу Владимиру Агапову. В результате удаления, произошедшего на 45-й минуте, динамовцы провели целый тайм с полевым игроком в воротах и уступили в итоге 1:2.
- В 1951 году результат финала Кубка СССР, который судил Латышев, между командой г. Калинина и ЦДСА был аннулирован из-за протеста калининцев, и была назначена переигровка. Латышеву предлагали снова судить, но он предпочёл отказаться (переигровку отсудил другой арбитр — П. Белов).